# Ślepce
Ślepce (Spalacinae) – podrodzina ssaków z rodziny ślepcowatych (Spalacidae).

## Zasięg występowania
Podrodzina obejmuje gatunki występujące we wschodniej, południowo-wschodniej Europie, zachodniej Azji oraz w północnej Afryce.

## Podział systematyczny
Do rodzaju należą następujące występujące współcześnie rodzaje:
- Spalax Güldenstädt, 1770 – ślepiec
- Nannospalax Palmer, 1903

Opisano również rodzaje wymarłe:
- Debruijnia Ünay-Bayraktar, 1996[18]
- Heramys Klein Hofmeijer & de Bruijn, 1985[19]
- Pliospalax Kormos, 1932[20]
- Sinapospalax Sarica & Şen, 2003[21]
- Vetusspalax De Bruijn, Marković & Wessels, 2013[22] – jedynym przedstawicielem był Vetusspalax progressus De Bruijn, Marković & Wessels, 2013